# Опоку, Майкл (футболист)
Майкл Опоку (дат. Michael Opoku; род. 20 июля 2005, Копенгаген) — датский футболист ганского происхождения, вингер клуба «Люнгбю».

## Клубная карьера
Опоку — воспитанник клубов «Брондбю» и «Люнгбю». 24 февраля 2024 года в матче против «Норшелланна» он дебютировал в датской Суперлиге в составе последних. 29 сентября в поединке против «Силькеборга» Майкл забил свой первый гол за «Люнгбю».

## Международная карьера
В 2024 году в составе юношеской сборной Дании Опоку принял участие в юношеском чемпионате Европы в Северной Ирландии. На турнире он сыграл в матчах против сборных Испании, Франции и Турции.